# Luxemburg-Rundfahrt 2006
Die 66. Luxemburg-Rundfahrt war ein Rad-Etappenrennen, das vom 31. Mai bis zum 4. Juni 2006 stattfand. Es wurde in einem Prolog und vier Etappen über eine Distanz von 683,2 Kilometern ausgetragen. Das Rennen zählte zur UCI Europe Tour 2006 und war dort in die höchste Kategorie 2.HC eingestuft.

## Etappen
| Etappe    | Tag     | Start – Ziel                | km    | Etappensieger    | Gesamtwertung         |
| --------- | ------- | --------------------------- | ----- | ---------------- | --------------------- |
| Prolog    | 31. Mai | Luxemburg (EZF)             | 02,6  | Kim Kirchen      | Kim Kirchen           |
| 1. Etappe | 1. Juni | Luxemburg – Mondorf         | 168,6 | Allan Johansen   | Kim Kirchen           |
| 2. Etappe | 2. Juni | Schifflingen – Differdingen | 183,2 | Paul Martens     | Christian Vande Velde |
| 3. Etappe | 3. Juni | Wiltz – Diekirch            | 175,1 | Jonas Ljungblad  | Christian Vande Velde |
| 4. Etappe | 4. Juni | Mersch – Luxemburg          | 149,4 | Stefano Garzelli | Christian Vande Velde |